# Северіно (фільм)
«Северіно» — німецький художній фільм-вестерн, знятий в 1978 році режисером Клаусом Добберке.

## Сюжет
Долина аргентинських Анд, де живе вимираюче плем'я монсанеро. Після 10-річної відсутності горлий Северіно повертається в рідні краї навідати батька. Але його вже немає в живих. він став випадковим свідком таємничої події і був убитий. Всі намагаються розгадати загадку містичного перевалу Кондора — місця, де здійснюються страшні злочини. Северіно починає власне розслідування.

## В ролях
- Гойко Мітіч — Северіно
- Віолетта Андреі — Маруя
- Мірча Ангелеску — Ніколас
- Леон Нємчик — сержант
- Константин Фугасин — Блаз
- Емануїл Петру — Домінго
- Гельмут Шрайбер — Хуан Кортінес
- Томас Волф — Луїс Кортінес
- Ромул Барбулеску — Педро

## Озвучення
Для прокату на території СРСР фільм був озвучений на кіностудії імені Олександра Довженка в 1979 році.